# ماركوس فاليريوس بروبوس
ماركوس فاليريوس بروبوس، المعروف أيضًا باسم إم فاليريوس بروبوس بيريتيوس أو بروبوس البريتي (حوالي 20/30 - 105 م)، كان نحويًا وناقدًا رومانيًا من أصل بيروتي، ازدهر في عهد نيرون.
بدأ حياته جنديًا، وكرس اهتمامه من ثم لدراسة أدب روما الكلاسيكي. استقر في روما ونشر أهم كتابات كبار شعراء روما مثل فرجيليوس وهوراس وغيرهم.
كتب حواشية الهامشية في النقد والتوضيح، على طريقة النُحاة السكندريين. أتخذ منهجًا علميًا في عمله. واضعًا بذلك أسس الحركة الكلاسيكية ف العصر الإمبراطوري المتأخر. كان من أعظم اللغويين اللاتين. وهو اللغوي السوري الوحيد الذي برز في العهد الروماني.